# Ahlenberg
Ahlenberg ist ein nördlicher Stadtteil der nordrhein-westfälischen Stadt Herdecke und grenzt an Dortmund. Er umfasst zurzeit knapp 3000 Einwohner. Der Ort gilt als bevorzugte Wohnlage und wird als beliebte Alternative zu den vornehmen Vororten im nahen Dortmunder Süden gesehen.

## Lage
Der Stadtteil liegt mitten in der Kette des Ardeygebirges und hat den höchsten Punkt mit 247,5 Metern auf dem gleichnamigen Berg am Oberen Ahlenbergweg. Zum Autobahnkreuz Dortmund Süd im Nordosten sind es etwa 2,5 km. Der Hengsteysee liegt 2 km im Süden und zum Golfclub im Osten sind es gut 1,5 km.

## Geschichte
Ahlenberg gehörte ursprünglich als Ortsteil zu Ende. Hier entstand dann auch 1907 die Alte Schule Ahlenberg. Im Jahr 1939 wurde dieser Teil nach Herdecke eingemeindet. Hier entwickelte er sich zum eigenen Stadtteil. Aufgrund der Nähe zu Dortmund und dem beliebten Dortmunder Süden bauten sich viele Dortmunder, überwiegend auf dem Südost-Hang, ab den 1960er Jahren repräsentative Einfamilienhäuser und Villen. Mittlerweile sind die meisten Baulücken in dem überwiegend von Wäldern umgebenen Ort geschlossen.

### Einwohnerentwicklung
Der Stadtteil Ahlenberg hatte die folgenden Einwohnerzahlen:
| Jahr | Einwohner |
| ---- | --------- |
| 1987 | 1547      |
| 2000 | 2109      |
| 2010 | 1870      |

## Wahlen
Der Ahlenberg hat in Herdecke den höchsten Anteil an CDU-Wählern und mit Abstand den höchsten Anteil an FDP-Wählern.
|      | CDU    | SPD    | Grüne | FDP    | Die Linke | sonst. |
| 2017 | 33,4 % | 18,4 % | 8,1 % | 25,9 % | 4,2 %     | 10,0 % |
| 2013 | 42,1 % | 23,7 % | 8,4 % | 13,9 % | 1,6 %     | 10,3 % |

|      | CDU    | SPD    | Grüne  | FDP    | Die Linke | sonst. |
| 2017 | 36,8 % | 16,3 % | 10,8 % | 19,9 % | 4,8 %     | 11,4 % |
| 2013 | 40,9 % | 24,9 % | 8,8 %  | 16,6 % | 2,6 %     | 6,2 %  |

## Persönlichkeiten
Der Ahlenberg ist seit Jahren beliebtes Wohngebiet von BVB-Spielern. So wohnten unter anderem der ehemalige BVB-Spieler Dedê und der ehemalige BVB-Trainer Jürgen Klopp auf dem Ahlenberg.